# Asplenium schelpei
Asplenium schelpei är en svartbräkenväxtart som beskrevs av Braithwaite. Asplenium schelpei ingår i släktet Asplenium och familjen Aspleniaceae. Inga underarter finns listade.